# Округ Кемпер (Мисисипи)
Кемпер (енгл. Kemper County) је округ у америчкој савезној држави Мисисипи.

## Демографија
По попису из 2010. године број становника је 10.456, што је 3 (0,0%) становника више него 2000. године.
| Група             | 2000.         | 2010.         |
| Белци             | 4.068 (38,9%) | 3.665 (35,1%) |
| Афроамериканци    | 6.076 (58,1%) | 6.288 (60,1%) |
| Азијати           | 8 (0,1%)      | 10 (0,1%)     |
| Хиспаноамериканци | 76 (0,7%)     | 52 (0,5%)     |
| Укупно            | 10.453        | 10.456        |